# Djamolidine Abdoujaparov
Djamolidine Abdoujaparov, parfois écrit Dzhamolidine Abduzhaparov (en cyrillique Джамолидин Абдужапаров), est un coureur cycliste soviétique (jusqu'en 1991), puis ouzbek, né le 28 février 1964 à Tachkent en Ouzbékistan (alors intégré à l'URSS). Comme coureur cycliste soviétique, chez les « amateurs », il est sélectionné plusieurs années dans l'équipe de l'URSS. Il commence sa carrière professionnelle en Europe occidentale en 1990 et la termine en 1997.
Surnommé l'« Express de Tachkent », il fut un redoutable sprinteur, en remportant notamment sept victoires dans le Tour d'Espagne, une sur le Tour d'Italie et neuf dans le Tour de France (dont une en échappé). Il fut vainqueur du classement par points de la Vuelta 1992, du Giro 1994 et du Tour de France en 1991, 1993 et 1994. Sprinteur agressif et spectaculaire, il s'était attiré plusieurs ennemis dans le peloton et fut impliqué dans de nombreuses chutes, la plus célèbre restant celle de 1991 sur les Champs-Élysées lors de la dernière étape du Tour de France.
Il est exclu du Tour de France 1997 pour un contrôle antidopage positif. Licencié par son équipe, il décide d'arrêter sa carrière sportive cette année-là.
Durant sa carrière, il mesurait 1,72 m pour 72 kg.

## Biographie
Passé professionnel en 1990 à la suite de la chute du mur de Berlin avec l'équipe Alfa Lum, il rejoint l'équipe Carrera en 1991, avec laquelle il remporte deux étapes du Tour de France 1991 et quatre du Tour d'Espagne 1992, ainsi que Gand-Wevelgem et le Tour du Piémont notamment.
Au cours des années suivantes, il rejoint successivement Lampre en 1993, Polti en 1994, puis Novell en 1995. Il est recruté pour devenir le leader de la nouvelle équipe néerlandaise et fait des étapes et du maillot vert du Tour de France son objectif. En 1996, il intègre l'équipe cycliste Ceramiche Refin et l'année suivante l'Lotto.
En 2011, il est conseiller technique de l'équipe Astana durant le Tour d'Espagne. En 2013, il devient membre du comité d'organisation du Tour d'Italie.

## Style
Abdoujaparov avait la réputation d'être un sprinteur dangereux, ce qui lui valut des inimitiés et de nombreuses chutes. Il déclare à ce sujet : « Si vous voulez gagner, vous devez prendre tous les risques. »

## Palmarès

### Palmarès amateur
- 1984
  - 9e et 12e étapes du Tour de Cuba
  - 6e étape du Baby Giro
  - 3e du championnat d'URSS sur route
- 1985
  - 4ea et 9e étapes du Tour de Cuba
  - 4ea et 4eb étapes du Circuit de la Sarthe
  - 4e, 6e et 9e étapes du Baby Giro
  - 7e étape du Tour de l'Avenir[3]
- 1986
  - Prologue, 1re, 3ea, 5eb (contre-la-montre par équipes) et 9ea étapes du Tour de Basse-Saxe[4]

- - 3eb, 4e et 8e étapes de la Milk Race
- 1987

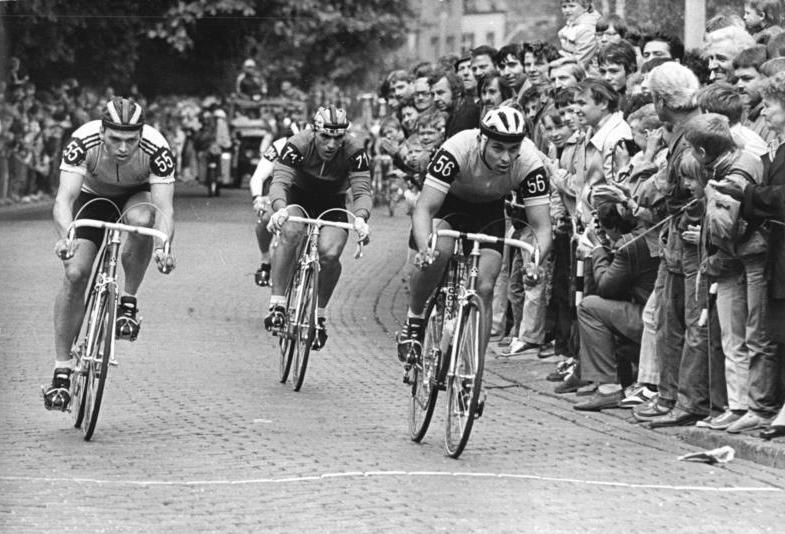
Djamolidine Abdoujaparov (au centre) lors d'une étape de la Course de la Paix en 1987.

  -  Champion d'Union soviétique sur route
  - 2e et 8e étapes du Tour de Sotchi
  - 3e étape de la Semaine cycliste bergamasque
  - Prologue et 7e étape du Tour des régions italiennes
  - 7e, 11e et 14e étapes de la Course de la Paix
  - Prologue et 7e étapes du Tour de la mer baltique
  - Prologue du Tour de Rhénanie-Palatinat
  - 3e du Gran Premio Palio del Recioto
  - 3e du Tour de la mer Baltique
  - 3e du championnat d'Union Soviétique du critérium
- 1988
  - 4e (contre-la-montre par équipes), 7e et 12e étapes du Tour de Cuba
  - 5e étapes du Tour de Sotchi
  - 1reb et 6eb étapes du Tour des régions italiennes
  - 1re et 12e étapes de la Course de la Paix
  - 6e et 7e (contre-la-montre) étapes du Tour de Pologne
  - 5e de la course en ligne des Jeux olympiques de Séoul[5]
- 1989
  - 3e et 14e étapes du Tour de Cuba
  - 1re, 3e et 6eb étapes de la Semaine cycliste bergamasque
  - Trophée Adolfo Leoni
  - Trofeo Papà Cervi
  - 1re étape de la Course de la Paix
  - 2e du Tour de Cuba
  - 3e du Gran Premio della Liberazione

### Palmarès professionnel
| - 1990 - 2e de la Cronostaffetta - 1991 - 1re étape de la Semaine sicilienne - 2e et 4eb étapes du Tour de Murcie - Gand-Wevelgem - Tour de France : - Classement par points - 1re et 4e étapes - 7e étape du Tour de Catalogne - Tour du Piémont - 4e de Milan-San Remo - 1992 - 5ea et 6e étapes du Tour de la Communauté valencienne - Tour d'Espagne : - Classement par points - 2ea, 4e, 11e et 21e étapes - 3e étape du Kellogg's Tour - 1993 - 8e, 10e et 19e étapes du Tour d'Espagne - 10e étape du Tour de Suisse - Tour de France : - Classement par points - 3e, 18e et 20e étapes - 3e de Gand-Wevelgem - 1994 - 3e et 8ea étapes de Paris-Nice - 1re et 3ea étapes des Trois Jours de La Panne - 10e étape du Tour DuPont - Tour d'Italie : - Classement par points - Classement de l'Intergiro - 10e étape - Tour de France : - Classement par points - 1re et 20e étapes - Mémorial Rik Van Steenbergen - 2e et 4e étapes du Tour des Pays-Bas - 2e de la Classic Haribo - 2e des Trois Jours de La Panne - 2e du Tour des Pays-Bas - 3e du Grand Prix de l'Escaut - 3e de la Continentale Classic | - 1995 - 3e étape du Tour DuPont - 20e étape du Tour de France - 1996 - 1re étape du Tour de Murcie - 2e étape du Tour de Sardaigne - 2e étape de Tirreno-Adriatico - 14e étape du Tour de France - 3e du Grand Prix de l'industrie et du commerce de Prato - 1997 - Côte picarde - 7e étape des Quatre Jours de Dunkerque - 1re et 3e étapes du Critérium du Dauphiné libéré |  |

### Par course

#### Courses d'un jour
- Championnat d'Union Soviétique sur route (1987)
- Trophée Adolfo Leoni (1989)
- Trofeo Papà Cervi (1989)
- Gand-Wevelgem (1991)
- Tour du Piémont (1991)
- Mémorial Rik Van Steenbergen (1994)

#### Courses à étapes
- 9 étapes du Tour de Cuba (1984, 1985, 1988 et 1989), dont un contre-la-montre par équipes
- 9 étapes du Tour de France (1991, 1993, 1994, 1995 et 1996)
- 7 étapes du Tour d'Espagne (1992 et 1993)
- 6 étapes de la Course de la Paix (1987, 1988 et 1989)
- 5 étapes du Tour de Basse-Saxe (1986), dont un contre-la-montre par équipes
- 4 étapes du Baby Giro (1984 et 1985)
- 4 étapes du Tour des régions italiennes (1987 et 1988)
- 4 étapes de la Semaine cycliste bergamasque (1987 et 1989)
- 4 étapes de la Milk Race (1986), puis Kellogg's Tour (1992)
- 3 étapes du Tour de Sotchi (1987 et 1988)
- 3 étapes du Tour de Murcie (1991 et 1996)
- 2 étapes du Circuit de la Sarthe (1985)
- 2 étapes du Tour de la mer baltique (1987)
- 2 étapes du Tour de Pologne (1988), dont un contre-la-montre
- 2 étapes du Tour de la Communauté valencienne (1992)
- 2 étapes de Paris-Nice (1994)
- 2 étapes des Trois Jours de La Panne (1994)
- 2 étapes du Tour des Pays-Bas (1994)
- 2 étapes du Tour DuPont (1994 et 1995)
- 2 étapes du Critérium du Dauphiné libéré (1997)
- 1 étape du Tour de l'Avenir (1985)
- 1 étape du Tour de Rhénanie-Palatinat (1987)
- 1 étape du Tour d'Italie (1994)
- 1 étape de la Semaine Sicilienne (1991)
- 1 étape du Tour de Catalogne (1991)
- 1 étape du Tour de Suisse (1993)
- 1 étape du Tour de Sardaigne (1996)
- 1 étape de Tirreno-Adriatico (1996)
- 1 étape des Quatre Jours de Dunkerque (1997)

### Résultats sur lesgrands tours

#### Tour de France
8 participations.
- 1990 : 145e du classement général.
- 1991 : 85e du classement général,  vainqueur du classement par points et vainqueur des 1re et 4e étapes.
- 1992 : Non terminé (hors-délai lors de la 13e étape).
- 1993 : 76e du classement général,  vainqueur du classement par points et vainqueur des 3e, 18e et 20e étapes.
- 1994 : 57e du classement général,  vainqueur du classement par points et vainqueur des 1re et 20e étapes.
- 1995 : 56e du classement général et vainqueur de la 20e étape.
- 1996 : 78e du classement général et vainqueur de la 14e étape.
- 1997 : Non terminé (Mis hors-course à l'issue de la 6e étape[7]).

#### Tour d'Espagne
4 participations.
- 1990 : Abandon (lors de la 14e étape).
- 1992 : 105e du classement général,  vainqueur du classement par points et vainqueur des 2ea, 4e, 11e et 21e étapes.
- 1993 : 63e du classement général et vainqueur des 8e, 11e et 19e étapes.
- 1995 : Abandon (lors de la 9e étape).

#### Tour d'Italie
5 participations.
- 1990 : 132e du classement général.
- 1991 : 116e du classement général.
- 1992 : Abandon (non partant au matin de la 13e étape).
- 1994 : 44e du classement général,  vainqueur du classement par points,  vainqueur du classement de l'Intergiro et vainqueur de la 10e étape.
- 1996 : Abandon (non partant au matin de la 20e étape).

### Places d'honneur
- 4e de la Course de la Paix : 1987
- 14e de la Course de la Paix : 1988[8],[9]
- 7e du Tour de l'URSS : 1983
- 100e de la course en ligne des Jeux olympiques d'Atlanta : 1996[10]

### Classements mondiaux
| Année          | 1991 | 1992 | 1993 | 1994 | 1995 | 1996 | 1997 | 1998 |
| -------------- | ---- | ---- | ---- | ---- | ---- | ---- | ---- | ---- |
| Classement UCI | 27e  | 34e  | 23e  | 10e  | 38e  | 107e | 165e | 206e |

## Dopage
Il fut contrôlé positif en 1989 et surtout à six reprises en 1997 (Trois Jours de La Panne, Grand Prix Rennes, Côte picarde, Quatre Jours de Dunkerque, Critérium du Dauphiné libéré et évincé du Tour de France après son contrôle positif lors de la deuxième étape à Vire).